# Graeme Obree
Graeme Obree (né le 11 septembre 1965 à Nuneaton dans le Warwickshire) est un coureur cycliste écossais. En 2010, il est intronisé au Scottish Sports Hall of Fame.

## Biographie
En 1993, encore amateur, il bat à Hamar (Norvège) le record de l'heure cycliste alors détenu par Francesco Moser, puis à nouveau en 1994. Il est également champion du monde de poursuite en 1993, puis en 1995. Pour l'anecdote, il utilisait alors un vélo de sa propre fabrication, construit à l'aide de matériaux de récupération. 
Son passage au niveau professionnel sur route est un échec et il sombre dans la dépression, tentant même de mettre fin à ses jours à trois reprises. 
Bien qu'il ait annoncé au mois de mai 2009 son intention de battre le record de l'heure sur une de ses propres machines, il doit y renoncer en octobre de la même année, mettant ainsi un terme à sa carrière. Il a été introduit en 2009 au British Cycling Hall of Fame.
En janvier 2011, il fait son coming out et assume publiquement son homosexualité : « J'ai grandi avec l'idée qu'il valait mieux être mort que gay. Je dois avoir su que j'étais gay, mais c'était tellement inacceptable », déclare-t-il. Ce refoulement fut  mortifère : Obree révèle que c'est pour cette raison qu'il a tenté deux fois de se suicider, en 1998 et en 2001.
Le 13 septembre 2013, il roule à 91,13 km/h sur un vélo caréné de sa fabrication sur une ligne droite à Battle Mountain, dans le désert du Nevada, mais finit assez loin du concurrent le plus rapide, Sebastiaan Bowier, qui atteint 133,78 km/h dans cette même compétition.

## Palmarès sur piste

### Jeux olympiques
- Atlanta 1996
  - 11e de la poursuite

### Championnats du monde
- Hamar 1993
  -  Champion du monde de poursuite
- Palerme 1994
  - Disqualifié de la poursuite[4]
- Bogota 1995
  -  Champion du monde de poursuite

### Coupe du monde
- 1995
  - 1er de la poursuite à Athènes
  - 1er de la poursuite à Cottbus
  - 1er de la poursuite à Adélaïde
  - 2e de la poursuite à Tokyo
  - 2e de la poursuite à Manchester

### Championnats de Grande-Bretagne
- Champion de Grande-Bretagne de poursuite : 1993, 1994, 1995 et 1996

### Records
- Recordman du monde des 4 km en 1993
- Meilleure performance dans l'heure masculine UCI en 1993 et 1994

## Palmarès sur route
- 1997
  -  Champion de Grande-Bretagne du contre-la-montre

## Publication
Cinéma: The Flying Scotsman (en) en 2006 de Douglas Mackinnon avec Jonny Lee Miller, Laura Fraser, Billy Boyd
Livre: Flying Scotsman: Cycling to Triumph Through My Darkest Hours  (ISBN 1931382727 et 978-1931382724) édition VeloPress publié en 2005